# سلة الفواكه
سلة الفواكه أو سلة الفاكهة (باليابانية: フルーツバスケット، بالروماجي: Furūtsu Basuketto) هي سلسلة مانغا يابانية شبه شهرية من ناتسوكي تاكايا، نشرتها هاكسينشا، في الفترة من 1999 إلى 2006. تم تحويل المانغا إلى مسلسل أنمي من 26 حلقة من إخراج أكيتارو دايتشي. تدور أحداثها حول تورو هوندا فتاة يتيمة تقودها الأقدار إلى يوكي، كيو وشيغوري سوما، الأعضاء الثلاثة لعائلة سوما 13 والمصابين بلعنة حيوانات الأبراج الصينية، التي تحول الشخص إلى شكل حيوان من الأبراج الصينية إذا ما عانقه أي شخص من الجنس الآخر أو أصيب بإحساس يفوق قدرة تحمله البشرية.

## القصة
سلة فواكة تتابع حياة طالبة مدرسة ثانوية «تورو هوندا»، التي تيتمت مؤخرا عندما فقدت والدتها، كيوكو هوندا في حادث سيارة. بعد ذلك، انتقلت تورو للعيش مع جدها، وعندما قام حدها بترميم منزله، لجأت تورو إلى العيش في خيمة في الغابة، وحصلت على وظيفة لإعالة نفسها. وعلى الرغم من معاناة الكثير من المصاعب، تورو لا زالت متفائة.
في أحد الأيام، تزور تورو منزل في الغابات والذي تسكن فيه زميلها في المدرسة يوكي سوما وابن عمه شيغوري سوما. أصابت الدهشة يوكي وابن عمه عندما اكشتفا تورو تعيش في خيمة في الغابة ومن قوة عزيمتها. المنطقة بأكملها من ممتلكات عائلة سوما، وتورو طلبت السماح لها بالبقاء في خيمتها، ولكنها أنهارت بسبب ارتفاع الحرارة الناجمة عن عمل تورو الشاق.
تسبب انهيار أرضي في دفن خيمتها، بما في ذلك صورة والدتها وملابسها المدرسية، وتنتقل إلى منزل شيغوري لقضاء الليل. شعرت بالبؤس بسبب القذارة من المنزل وبقايا الوجبات الجاهزة. شيغوري ويوكي قالا لتورو أن تقيم معهما في المنزل، وإذا قامت بالطهو والتنظيف. قبلت تورو، عندما قام يوكي بأخذ تورو إلى غرفتها، عندها قام كيو سوما بإرسال رشقات نارية (من خلال السقف) لتحدي يوكي، توهرو والتي لم تعرف قوة يوكي، حاولت إيقافه كيو بشده من قميصه والذي تحول إلى قط. أصيبت بعدها على رأسها بلوح من الخشب، وأغمي عليها وهي تشاهد شيغوري ويوكي، يتحولان إلى كلب والجرذ على التوالي.
تورو تكتشف سر أسرة سوما، والسبب في كون يوكي منعزل ومنطو في المدرسة. ثلاثة عشر عضوا من العائلة كانت تمتلك ارواح 12 الحيوانية من حيوانات الأبراج الصينية (الزودياك الصينية) بالإضافة إلى روح والقط الذي كان وفقا للأسطورة، ترك خارج الزودياك. انهم يتحولون إلى حيوانات عندما يتم احتضنهم من قبل الجنس الآخر، أو عندما يكنون تحت قدرا كبيرا من التوتر العاطفي أو البدني (مثل أن يكون مريضا). وعدت تورو كتم السر، وبسبب ذلك سمحت عائلة سوما أن تبقي ذكرياتها بدلا من تنومها مغنطيسيا لمحو ما عرفته عنهم، وهو المصير الذي كان ينتظر أي شخص من خارج أسرة هوما إذا ما اكتشف سرة العائلة.
ويتابع الانمي قصة حياة تورو وأسرة سوما وكيف يتعاملون مع بعضهم البعض والمجتمع حيث لا يوجد توافق أبدا كما كان يخشى اكيتو سوما، رب أسرة سوما. بعد أن عاشت مع عائلة سوما بدأت تحب تلك الأسرة من وتحاول كسر لعنة البروج.

## الشخصيات الرئيسية
تورو هوندا (باليابانية: 本田透)
طالبة منعزلة في المدرسة الثانوية التي، في بداية القصة، تبدأ بالعيش مع شيغوري يوكي، وكيو سوما في تبادل منافع. تحب طهي الطعام وتعتبر نفسها مدبرة منزل ممتازة. كما أنها عملت بعد المدرسة بوظيفة بواب حتى تتمكن من دفع رسوم المدرسة لتخفيف العبئ عن جدها، وهي كما مهذبة، ومتفائلة، غاية في اللطف، ونكران الذات. عدة شخصيات في القصة بما في ذلك كيو، رين، قالوا لها إنها بحاجة إلى البحث عن مصالحها الخاصة وليس تحمل أعباء الجميع.
يوكي سوما (باليابانية: 草摩由希)
يوكي هو الفأر في الأبراج الصينية. يوكي يوصف بأنه جذاب، متحفظ، وله الكثير من المعجبين، ولكن من الصعب أن تجده يصادق أحد. يوكي عندما كان صغيرا، أبقاه اكيتو سوما في عزلة وأقنعه بأن لا أحد يحبه، وبسبب هذا، يوكي وتدني احترام الذات، كان شعر بأنه وحيد، وكان يطلق عليه اسم «الأمير يوكي» و«الأمير الأزرق» في المدرسة، حيث كان لديه مشجعي النادي برئاسة موتوكو ميناغاوا الذي يحاول «حمايته» من المعجبين مما تترتب على ذلك المزيد من العزلة ليوكي. وبسبب شعبيته يصبح رئيسا للمجلس الطلابي على الرغم من شكوكه. مع ذلك يود يوكي انه يمكن أن يكون مع الناس والأصدقاء.
كيو سوما (باليابانية: 草摩夹)
كيو هو لعن من قبل قط، وهو حيوان خارج البروج الصينية، ولكنه وكما تقول الأسطورة كان يمكن أن يكون لو لم يكن ضحية تضليل من قبل الجرذان وتسببوا في تغيبه عن الحفل الزودياكي. كيو شاب برتقالي الشعر، سريع الغضب والكاريزمي إذا كان محرجا أو حوله الناس. يشعر بالحسد ليوكي بسبب قدرته على كسب الاصدقاء بسهولة. وكما القط، كيو يكره يوكي، والجرذان الحالي من البرج، وهذا دفعه إلى العمل الجاد في كل شيء، كما كرس حياته لهزيمة يوكي.

## وصلات خارجية
- سلة الفواكه على موقع ANN manga (الإنجليزية)